# Joe Walsh
Joseph Fidler "Joe" Walsh (Wichita, 20 de novembro de 1947) é um músico, compositor, escritor e guitarrista americano. Foi considerado o 54º melhor guitarrista da história, em enquete da revista norte-americana Rolling Stone.

## Biografia
Nasceu em Wichita, Kansas, mas Walsh e sua família foram morar em Columbus, Ohio onde viveram muitos anos, depois foram para New York City. Logo, Walsh foi viver em Montclair, New Jersey, onde frequentou a escola Montclair. Ele passava seu tempo tocando com várias bandas de Cleveland, incluindo o The Measles, quando frequentava a universidade de Kent State. Joe também se tornou radioamador, mantendo até hoje sua estação WB6ACU.

### Carreira
Considerado um dos melhores guitarristas do mundo, Joe foi membro da banda The Eagles por 30 anos, até seu fim, em 2016.
Em 1969, ele substituiu Glen Schwartz assumindo a guitarra do grupo James Gang, a gangue encrenqueira. Walsh provou e se tornou a estrela do grupo, ele inovou o ritmo de da banda e criou diversos riffs de guitarra. Em Novembro de 1971, Walsh deixou a banda e formou o grupo Barnstorm, Embora os álbuns eram creditados ao Walsh como carreira solo. Walsh e o Barnstorm lançaram o disco Barnstorm em 1972. O álbum era um sucesso de crítica, mas, vendeu pouco. Logo depois veio o disco The Smoker You Drink, the Player You Get (1973), lançando o primeiro hit "Rocky Mountain Way", que fez muito sucesso. Em 1974, o Barnstorm termina e Walsh continua a sua carreira solo.
Durante os dois anos seguintes, Walsh poderia ter lançado o álbum de estúdio o So What e depois o ao - vivo, You Can't Argue with a Sick Mind, mas estes foram lançados em 1978. Em 1976, ele entrou para a grande banda de sucesso no estilo country rock, o the Eagles substituindo o guitarrista Bernie Leadon. Ele somou e empurrou a banda em direção ao estilo de som sólido e enérgico, se distanciando do seu estilo e começando com o country rock.
Como o The Eagles se esforçava para gravar o álbum de sucesso Hotel California, Walsh arrumava tempo para os seus discos solo: But Seriously Folks (1978) (Que apresenta o seu hit cômico, "Life's Been Good", que o leva ao estrelato) e There Goes the Neighborhood. Joe, além disso, contribuiu com a música "In the City" que surgiu no filme, The Warriors – Os Guerreiros da Noite de 1979, música essa que logo depois surgiu no álbum do The Eagles chamado "The Long Run"
Com o rompimento do the Eagles em 1980, Walsh continuou a divulgar os seus álbuns durante o ano, mas, as vendas foram fracas. Sua tendência musical foi mantida pelos anos 1990. Ele fez turnês com Ringo Starr em 1989, alternando as suas músicas com a de Ringo nos shows, ele é um dos membros da banda "All Starr". Walsh cantou o hino dos Estados Unidos nos jogos olímpicos de 1996. Em 1989, Walsh gravou o MTV Unplugged (Acústico Mtv), com o músico de R&B, Dr. John.
Em 1994, Walsh reuniu com o The Eagles, a tour de reconcialiação, consagrados pelo álbum, Hell Freezes Over. Walsh e a banda, frequentemente, participam da turnê em comemoração da gravação do novo disco, desenvolvido em 2007 após 28 anos, o Long Road Out of Eden.
Em junho de 2004, Walsh participou do show Crossroads Guitar Festival em Dallas, Texas junto com Eric Clapton. Participou do Dvd em comemoração aos 50 anos da guitarra Fender Stratocaster, o show Strat Pack gravado em Setembro de 2004, em Londres, Inglaterra.
Walsh é um ativo operador de rádio amador. Em 2006 ele autografava e doava guitarras para serem leiloadas com o dinheiro revertido a obras de caridade. Ele tem se envolvido com o grupo "Big Project" com o objetivo de trazer às rádios amadoras novamente as escolas.
Em 2006, Walsh reuniu-se com Jim Fox e Dale Peters da James Gang para fazer uma tour de verão. Uma de suas mais recentes composições,  é "One Day At A Time", que fala sobre o seu esforços contra o alcoolismo. Ele agora não bebe mais e está sóbrio desde 1995.
Walsh iniciou 2007, com aparições no  Dear Mr Fantasy – Um Celebração para Jim Capaldi: show para arrecadação de doações de caridade, que acontece em Londres, participam famosos como: Steve Winwood, Pete Townshend, Bill Wyman, Paul Weller e muitos outros.
Durante 2007, Walsh apareceu em shows com a estrela da música country-rock americana Kenny Chesney em sua turnê de verão. "Eu não acredito que não tenha alguém no mundo que nunca escutou ‘Life’s Been Good’ ou ‘Rocky Mountain Way’, eu mesmo escuto nas rádios todos os dias", disse Kenny.
As canções de Walsh, "All Nigth Long" é tocada sempre no estádio Shea sempre que David Wright conquista uma vitória para o time. "Rocky Mountain Way" é tocada nos campos dos Coors Field quando vencem no campeonato Colorado Rockies.

## Álbuns

### James Gang
- Yer' Album (Novembro 1969)
- James Gang Rides Again (Outubro 1970)
- Thirds (Julho 1971)
- James Gang Live in Concert (Dezembro 1971)

### Eagles
- Hotel California (Dezembro 1976)
- The Long Run (Setembro 1979)
- Eagles Live (Novembro 7 1980)
- Hell Freezes Over (Novembro 1994)
- Long Road Out of Eden (Outubro 30, 2007)

### Barnstorm
- Barnstorm (Setembro 1972)
- The Smoker You Drink, the Player You Get (Junho 1973)

### Solo
- So What (Dezembro 1974)
- You Can't Argue with a Sick Mind (Outubro 1976)
- But Seriously Folks (Agosto 1978)
- There Goes the Neighborhood (Março 1981)
- You Bought It, You Name It (Maio 1983)
- The Confessor (1985)
- Got Any Gum? (Outubro 1987)
- MTV Unplugged (Fevereiro 1990)
- Ordinary Average Guy (Janeiro 1991)
- Songs for a Dying Planet (Maio 1992)
- Analog Man (Junho 2012)

### Compilações
- The Best of Joe Walsh (Novembro 1978)
- Rocky Mountain Way (Setembro 1985)
- Look What I Did! (Maio 1995)
- Joe Walsh's Greatest Hits - Little Did He Know… (1997)

## Outras aparições

### Albums com REO Speedwagon
- Ridin' The Storm Out (1973) (Slide guitar)

### Álbuns com Ringo Starr
- Old Wave (Junho 1983)
- Ringo Starr and His All-Starr Band (Outubro 1990)
- Ringo Starr and His All Starr Band Volume 2: Live from Montreux (Setembro 1993)
- Vertical Man (Junho 1998)
- VH1 Storytellers (Ringo Starr álbum)|VH1 Storytellers (Outubro 1998)

### Outros
- Andy Gibb -- (Love Is) Thicker Than Water (1977)
- Manassas -- Down the Road (1973) (slide guitar)
- Frankie Miller-- Long Way Home (2006)
- Dan Fogelberg -- Souvenirs (1974) (Walsh tocou e produziu este disco)

and Face The Fire from Phoenix (1979)
- Jay Ferguson -- Thunder Island (1977) and Real Life Ain't This Way (1979)
- John Entwistle -- "Too Late The Hero (1981)
- Carl Palmer -- "L.A. Nights (1977)